# Roadrunner (album)
 (novembre 2017).
Si vous disposez d'ouvrages ou d'articles de référence ou si vous connaissez des sites web de qualité traitant du thème abordé ici, merci de compléter l'article en donnant les références utiles à sa vérifiabilité et en les liant à la section « Notes et références ».
Pour les articles homonymes, voir Roadrunner.
Albums de Hurriganes (en)
Rock and Roll All Night Long
(1973) Crazy Days
(1975)
Singles
1. Get On (fi)
2. I Will Stay (fi)
3. Tallahassee Lassie (fi)

Roadrunner est le deuxième album publié par le groupe finlandais Hurriganes (en) en 1974, après Rock and Roll All Night Long (fi), sorti en 1973.. Considéré comme l'album le plus significatif de la musique rock finlandaise, c'est le disque le plus vendu en Finlande depuis 1985 et il s'est vendu à plus de 170 000 exemplaires en Finlande. Les titres de l'album sont pour la plupart du genre rock 'n' roll rapide, mais il y a aussi de la musique rhythm and blues et blues rock.
En couverture de l'album, les membres du groupe sont assis sur la banquette arrière d'une Cadillac. Cette couverture, conçue par Risto Vuorimiehen , a été sélectionnée, plusieurs fois comme la meilleure couverture d'album en Finlande.
L'album, principalement vendu en Finlande et en Suède a également été vendu en France (RCA-Victor FPL17197, 1975).

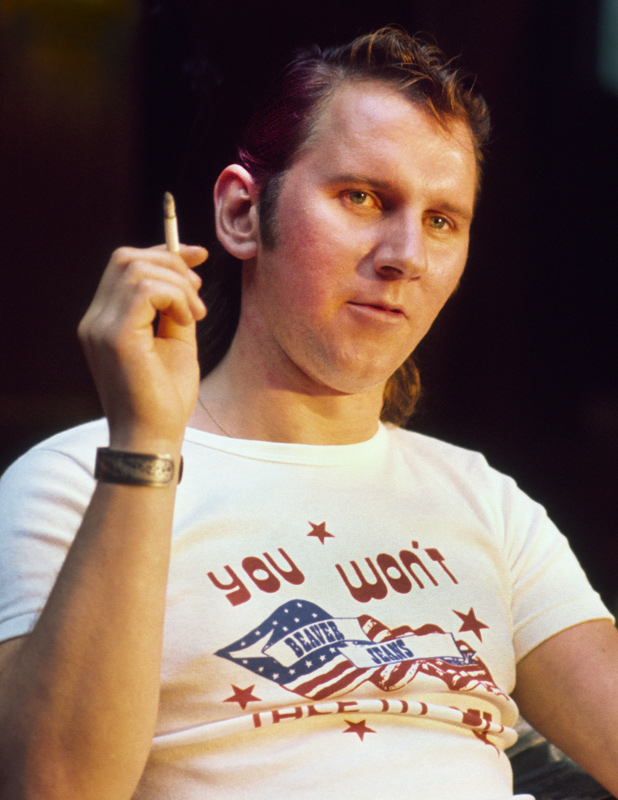
Le bassiste Cisse Häkkinen.

## Liste des titres
Face A
| no  | Titre                | Durée |
| --- | -------------------- | ----- |
| 01. | It Ain't What You Do | 02:57 |
| 02. | Hey Groupie          | 04:51 |
| 03. | Tallahassee Lassie   | 02:17 |
| 04. | The Phone Rang       | 01:37 |
| 05. | I Will Stay          | 02:40 |
| 06. | Get On (fi)          | 03:43 |

Face B
| no  | Titre                           | Durée |
| --- | ------------------------------- | ----- |
| 07. | In the Mood                     | 02:35 |
| 08. | Mister X (Mister X, Hurriganes) | 04:01 |
| 09. | Slippin' and Slidin' (en)       | 02:37 |
| 10. | Oowee-Oohla                     | 02:29 |
| 11. | Road Runner                     | 02:40 |